# Fatima Adoum
Pour les articles homonymes, voir Adoum (homonymie).
Fatima Adoum est une actrice française née le 14 novembre 1974 à Lyon, (Rhône).

## Biographie

### Jeunesse
Fatima Adoum est née le 14 novembre 1974 à Lyon (Rhône).

### Études
Fatima Adoum a étudié les sciences du langage, les arts du spectacle et elle est titulaire d'un doctorat de cinéma à l'université Paris 1 Panthéon-Sorbonne.

## Filmographie

### Cinéma
- 2001 : Irréversible de Gaspar Noé : Fatima
- 2002 : Funeral de Newton Aduaka : Fatima
- 2004 : Les Anges malicieux de Frédéric Monpierre
- 2004 : Wild Side de Sébastien Lifshitz : Mona
- 2005 : Temps morts d'Éléonore Weber (court métrage)
- 2009 : Benicio d'Eric Borg
- 2010 : Infantania, Eric Borg
- 2010 : Stabat mater de Jean Luc Herbulot
- 2010 : À tout prix de Yann Danh : Natasha
- 2010 : Lili's Got Talent de Nur Sadiq
- 2011 : L'Assaut Julien Leclercq
- 2011 : Sherlock Holmes : Jeu d'ombres de Guy Ritchie
- 2012 : Judy and Jim de Ben Fellows : Judy
- 2012 : One Man's Show de Newton I. Aduaka : Fatima
- 2013 : Un p'tit gars de Ménilmontant d'Alain Minier
- 2013 : Munster cake de Jean Luc Herbulot
- 2013 : La Marque des anges de Sylvain White
- 2013 : Pastorale d'Oriane Polack
- 2014 : Les Trois Frères : Le Retour de Didier Bourdon et Bernard Campan : Sabrina
- 2014 : Dealer de Jean Luc Herbulot : Katia
- 2018 : Un homme pressé de Hervé Mimran : Nassima Derghoum
- 2018 : Taarof d'Alannah Olivia : Shirin
- 2018 : Hope is French de Chris Mack : Anaïs
- 2020 : Irréversible, Inversion Intégrale de Gaspar Noé
- 2023 : Toi non plus tu n'as rien vu de Beatrice Pollet : Fanny
- 2023 : À fleur de peau de Christian Bonnet : Kasmi
- 2024 : Petites mains de Nessim Chikhaoui : Fatima
- 2025 : Islands de Jan-Ole Gerster : Amina
- 2025 : 13 jours, 13 nuits de Martin Bourboulon : Amina

### Télévision
- 2008 : La Louve
- 2013 : 15 jours ailleurs de Didier Bivel (téléfilm)
- 2012 : Annika Bengtzon (série TV) de Peter Flinth
- 2014-2015 : L'Hôtel de la plage : Samia (12 épisodes)
- 2015 : Cherif : Claudia Duroy (1 épisode)
- 2016 : Falco : Myriam Sekkaï (1 épisode)
- 2016 : Legends : Alina Qalat (2 épisodes)
- 2017 : Vous les femmes
- 2018 : The Team : Mariam Barkiri (8 épisodes) [2]
- 2018 : On va s'aimer un peu, beaucoup... : Reem Kazam (1 épisode) [3]
- 2018 : Illegals (Nielegalni) : Mina (3 épisodes)
- 2019 : Les Bracelets rouges : Tante Liz [4]
- 2019 : Munch
- 2020 : Les Mystères de la chorale  de Emmanuelle Dubergey
- 2021 : Noël à tous les étages de Gilles Paquet-Brenner
- 2022 : La Maison d'en face de Lionel Bailliu : commissaire Sabine Morel
- 2023 : Jack Ryan Alik Sakharov
- 2023 : Hijack Jim Field Smith
- 2024 : Furies Jean-Yves Arnaud, Yoann Legave
- 2024 : 9.3 BB Abd al Malik
- 2025 : Plaine orientale de Pierre Leccia

## Théâtre
- Les Monologues du vagin d'Eve Ensler, mise en scène par Dominique Deschamps
- Théâtre pour animaux, de et mis en scène par Clément Labail
- Simply the best, de et mis en scène par Clément Labail
- La Maison bleue de Coyoacan de Frida Kahlo, mise en scène par Franck Darras
- Andromaque de Jean Racine, mise en scène par Franck Darras
- Le Pèse-nerfs d'Antonin Artaud, mise en scène par Yvan Caillat

## Radio
- 2018 : SERIES: A Tale of two cities: Aleppo and London, BBC Radio 4, Ayeesha Menon - Polly Thomas [5]
- 2018 : SERIES: Riot Girls: Into The Maze, BBC Radio 4, Ayeesha Menon - Emma Harding [6]
- 2019 : SERIES: Oliver, BBC Radio 4, Ayeesha Menon - Michael Buffong
- 2020 : French like Faiza, BBC Radio 3, Nicolas Jackson